# Cantone di Le Canigou
Il cantone di Le Canigou è una divisione amministrativa dell'Arrondissement di Céret e dell'Arrondissement di Prades.
È stato costituito a seguito della riforma approvata con decreto del 26 febbraio 2014, che ha avuto attuazione dopo le elezioni dipartimentali del 2015.

## Composizione
Comprende i 41 comuni di:
- Amélie-les-Bains-Palalda
- Arles-sur-Tech
- Baillestavy
- La Bastide
- Boule-d'Amont
- Bouleternère
- Casefabre
- Casteil
- Corneilla-de-Conflent
- Corsavy
- Coustouges
- Espira-de-Conflent
- Estoher
- Fillols
- Finestret
- Fuilla
- Glorianes
- Joch
- Lamanère
- Mantet
- Marquixanes
- Montbolo
- Montferrer
- Prats-de-Mollo-la-Preste
- Prunet-et-Belpuig
- Py
- Reynès
- Rigarda
- Rodès
- Sahorre
- Saint-Laurent-de-Cerdans
- Saint-Marsal
- Saint-Michel-de-Llotes
- Serralongue
- Taillet
- Taulis
- Taurinya
- Le Tech
- Valmanya
- Vernet-les-Bains
- Vinça